# Swietłana Pospiełowa
Swietłana Michajłowna Pospiełowa (cyr. Светлана Михайловна Поспелова; ur. 24 grudnia 1979 w Leningradzie) – rosyjska lekkoatletka, specjalizująca się w biegu na 400 m, złota medalistka mistrzostw świata w Helsinkach w sztafecie 4 × 400 metrów.
W 2000 r. u Pospiełowej wykryto niedozwolony środek dopingujący – Stanozolol.

## Osiągnięcia
- srebrny medal mistrzostw świata juniorów (sztafeta 4 × 400 metrów, Annecy 1998)
- złoto młodzieżowych mistrzostw Europy (sztafeta 4 × 400 metrów, Göteborg 1999)
- dwa złote medale halowych mistrzostw Europy (Gandawa 2000, bieg na 400 metrów i sztafeta 4 × 400 metrów)
- trzy zwycięstwa w konkurencjach indywidualnych na pucharze Europy (bieg na 400 metrów, Gateshead 2000 i Florencja 2003 i Málaga 2006)
- dwa złote medale halowych mistrzostw Europy (Madryt 2005, bieg na 400 metrów i sztafeta 4 × 400 metrów)
- złoto mistrzostw świata (sztafeta 4 × 400 metrów, Helsinki 2005), w starcie indywidualnym Pospiełowa zajęła 4. miejsce w biegu na 400 metrów
- złoty medal mistrzostw Europy (sztafeta 4 × 400 metrów, Göteborg 2006)
- 3. lokata podczas pucharu świata (sztafeta 4 × 400 metrów, Ateny 2006)
- srebrny medal halowych mistrzostw świata (Doha 2010, sztafeta 4 × 400 metrów)

## Rekordy życiowe
- bieg na 100 m – 11,32 (2005)
- bieg na 200 m – 22,39 (2005)
- bieg na 400 m – 49,80 (2005)
- bieg na 300 m (hala) – 36,60 (2006)
- bieg na 400 m (hala) – 50,41 (205)